# Sandały

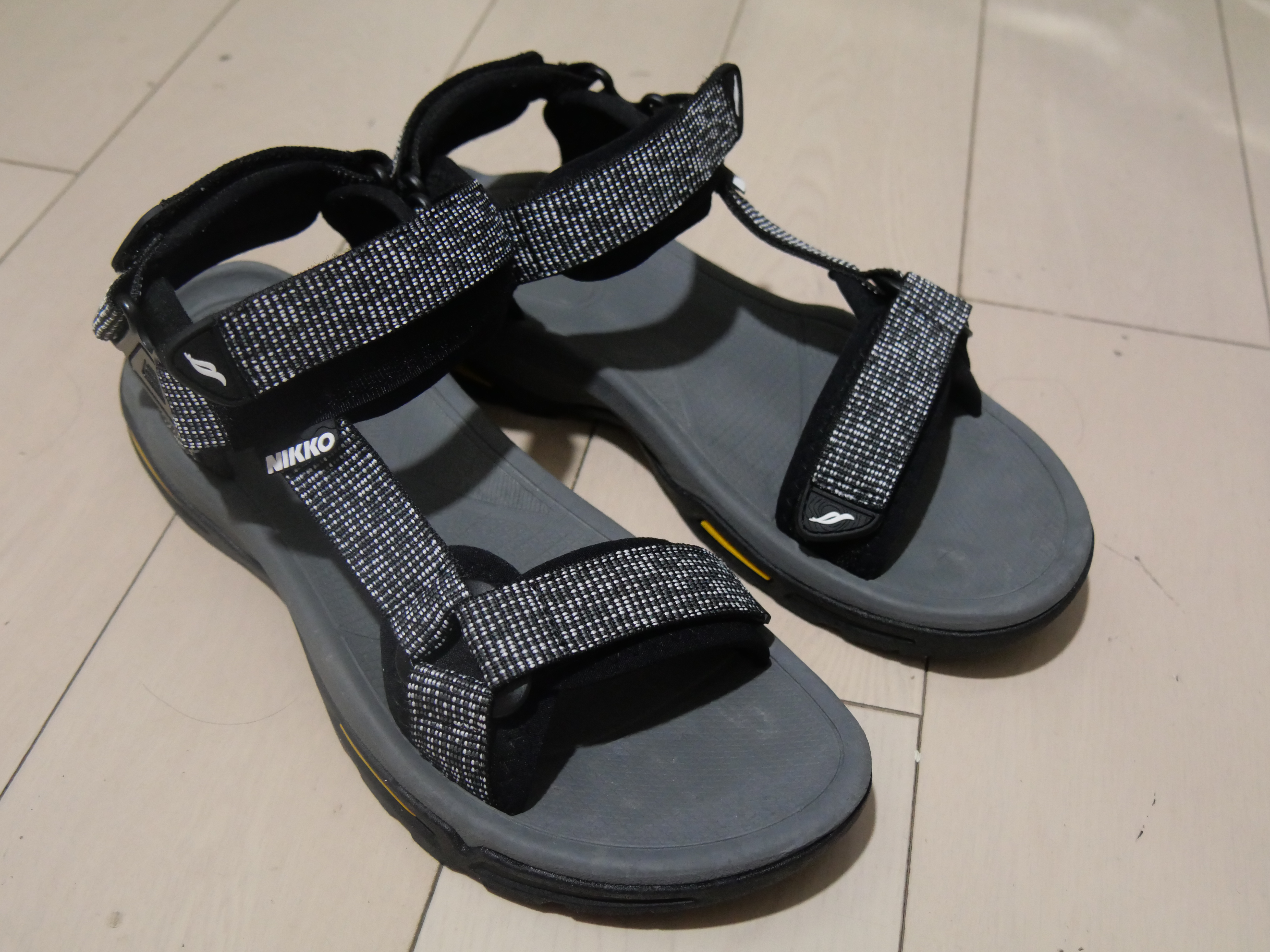
Sandały

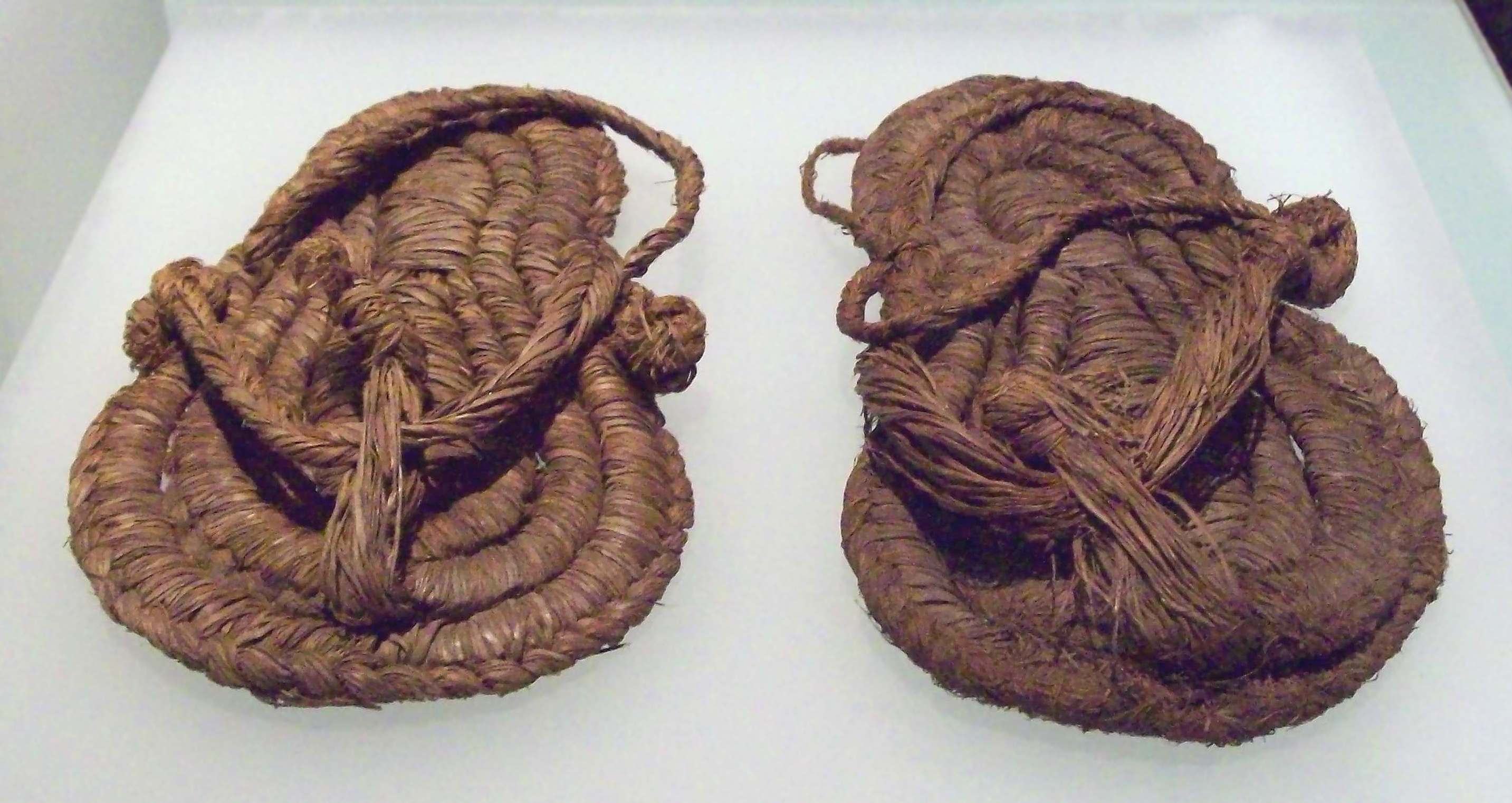
Sandały datowane na VI–V tysiąclecie p.n.e., Hiszpania

Sandały – rodzaj otwartego obuwia składającego się z podeszwy i pasków lub rzemyków, które utrzymują sandał na stopie. Niekiedy jeden z pasków przechodzi pomiędzy dużym palcem a następnym.